# Etnobiologie
Etnobiologie je nauka o vztahu lidských kultur a etnik k živým organizmům v prostředí jim vlastním (nejedná se tedy o etnoekologii, která se zabývá studiem vztahu domorodých obyvatel k životnímu prostředí a jejich chápání ekologických vztahů). Jedná se o novější vědu (vznik na počátku 20. století). Dělí se na řadu suboborů. Je to vlastně složenina etnologie a biologie.

## Rozdělení
Následují subdiscipíny etnobiologie:
- etnobotanika – studuje vztahy lidských etnik k rostlinám a naopak;
  - ekonomická botanika – je suboborem etnobotaniky. Zabývá se vyhledáváním rostlin a jejich částí na základě etnobotanických studií, které mohou mít ekonomický přínos;
- etnomykologie – studuje vztahy lidských kultur k houbám;
- etnozoologie – studuje vztahy lidských etnik ke zvířatům a naopak;
- etnoekologie – studuje jak různá lidská etnika chápou ekologie, tedy vztah organizmu a prostředí;
- etnofarmakologie – studuje látky používané různými etniky k léčení a prevenci onemocnění;
- etnoveterinářství – studuje postupy a znalosti při léčení zvířat u různých etnických a kulturních skupin lidí;
- etnotaxonomie – studuje tradiční klasifikaci organizmů u etnických skupin. Dělí se na lingvistickou etnobotaniku a lingvistickou etnozoologie;
- paleoetnobotanika – studuje používání rostlin v minulosti různými etniky na základě výsledků paleontologie a dalších věd;
- socioethobiologie – zabývá se možnostmi uchování lidské moudrosti a znalostí z oboru etnobiologie, řeší též otázku etického získávání těchto údajů a případné oplacení za tyto informace domorodým etnikům.